# Das große Opfer
Das große Opfer ist ein deutsches Stummfilmmelodram aus dem Jahre 1918 von Josef Stein mit Friedrich Kühne und Carola Toelle in den Hauptrollen.

## Handlung
Rolf Stetten arbeitet in einem Juweliergeschäft und genießt das volle Vertrauen seines Chefs. Da er sich mit einer Erfindung selbständig machen will und für den Aufbau eines Labors dringend Geld benötigt, stiehlt er seinem Chef besonders wertvolle Juwelen. Von Schuldgefühlen geplagt, gesteht er seiner Braut Julia, einer hoch anständigen Schneiderin in einem Modehaus, den Diebstahl. Sie nimmt daraufhin aus überbordender Liebe die Tat auf sich, damit Rolf seine hochfliegenden beruflichen Pläne ungestört umsetzen kann. Julia kommt vor Gericht und muss für 18 Monate ins Gefängnis. Rolf, der zwischenzeitlich von seinem die Zusammenhänge erahnenden Vater vor die Tür gesetzt wurde, erweist sich als äußerst undankbar, des großen Opfers unwürdig. 
Als Julia schließlich wieder in die Freiheit entlassen wird, ist es Rolf, der, inzwischen dank seiner erfolgreichen Erfinder-Aktivitäten reich geworden und gesellschaftlich und beruflich aufgestiegen ist, sie kalt zurückweist. Er hat sich mit der Tänzerin Lola sogar eine neue Freundin zugelegt. Julia, die schon im Gefängnis von Rolfs Untreue erfahren hatte, ist zutiefst erbost und will sich nach ihrer vorzeitigen Entlassung an ihrem ehemaligen Verlobten rächen. Der will sein schlechtes Gewissen Julia gegenüber mit Geld freikaufen. Julia informiert daraufhin Lolas früheren Liebhaber Tanner, dem Rolf das Mädchen ausgespannt hatte, mittels eines Briefchens über die Zusammenkunft Rolfs mit Lola. Tanner eilt zum Ort des auf dem Zettel angegebenen Rendezvous. Julia reut ihr Verhalten, und sie begibt sich gleichfalls dorthin, um Rolf und Lola zu warnen. Doch sie kommt zu spät. Als sie sich zwischen Tanner, der bereits einen Revolver gezückt hat, und Rolf wirft, löst sich ein Schuss. Ihr Tod ist zum größten Opfer ihrer Liebe geworden.

## Produktionsnotizen
Der im Juni 1918 im Bioskop-Atelier von Neubabelsberg gedrehte Film passierte im darauf folgenden Monat die Zensur und wurde wenig später aufgeführt. Der Vierakter besaß eine Länge von 1343 Metern.
Produzent Robert Reinert übernahm auch die künstlerische Leitung des Films. Hanns Lippmann war Herstellungsleiter. Die Filmbauten entwarfen Robert A. Dietrich und Artur Günther.

## Kritik
Die Neue Kino-Rundschau befand: „Die unbegrenzte Opferfähigkeit der Frau wird in dieser Schicksalstragödie versinnbildlicht. (…) Die hohe Moral, die solchen restlosem Hingeben innewohnt, läßt zugleich die tiefe Unmoral des Hinnehmens erkennen, wenn diesem Opfermut nichts anderes als Gleichgültigkeit und Vergessenheit entgegengestellt wird. (…)  Das Künstlerpaar Carola Toelle und Fried. Kühne … hat sich hier wieder zu edlem Spiel zusammen gefunden. Die Regie … leistet gute Arbeit. Bild und Spiel begegnen sich zu harmonischer Gestaltung.“. 